# Municipio de Stecoah
El municipio de Stecoah (en inglés: Stecoah Township) es un municipio ubicado en el  condado de Graham en el estado estadounidense de Carolina del Norte. En el año 2010 tenía una población de 1.425 habitantes.

## Geografía
El municipio de Stecoah  se encuentra ubicado en las coordenadas 35°22′53.33″N 83°41′59.62″O / 35.3814806, -83.6998944.